# Esther Vergeer
Esther Mary Vergeer (phát âm tiếng Hà Lan: [ˈɛstər vərˈɣeːr]; sinh ngày 18 tháng 7 năm 1981) là một cựu vận động viên quần vợt xe lăn người Hà Lan. Tính cả đơn và đôi, cô đã giành được 48 danh hiệu Grand Slam, 23 danh giải đấu cuối năm và 7 danh hiệu Paralympics. Vergeer là vận động viên quần vợt xe lăn số 1 thế giới từ năm 1999 đến khi cô giải nghệ vào tháng 2 năm 2013. Ở các trận đấu đơn, cô đã bất bại kể từ tháng 1 năm 2003 và có một chuỗi các trận thắng là 470 trận đấu. Cô thường được nhắc đến như một vận động viên nổi trội nhất trong thể thao chuyên nghiệp.
Trong suốt sự nghiệp, Vergeer đã thắng 695 các trận đấu đơn và thua 25. Vergeer đã giành được 148 danh hiệu đơn trong đó có 4 huy chương vàng Paralympic đơn, 21 danh hiệu Grand Slam và 14 danh hiệu NEC Wheelchair Tennis Masters. Vergeer có số tuần đứng ở vị trí số 1 là 668 tuần, lần đầu vào ngày 6 tháng 4 năm 1999, trở lại vào ngày 2 tháng 10 năm 2000, và kết thúc vào ngày 21 tháng 1 năm 2013. Vergeer đã giành giải ITF World Champion trong 13 năm liên tiếp. Ở các giải đấu đôi, Vergeer giành được 136 danh hiệu, 27 trong số đó là các giải Grand Slam. Vergeer cũng đã giành được 3 huy chương Paralympic ở đôi và đã là một phần của đội vô địch World Team Cup trong 12 lần.
Vergeer đã bất bại ở các trận đấu đơn nữ trong 10 năm, thua vào ngày 30 tháng 1 năm 2003 trước Daniela di Toro. Trong 10 năm liên tiếp, Vergeer vô địch 120 giải đấu, thắng 470 trận, đánh bại 73 đối thủ khác nhau và không thua một game nào trong 95 lần. Ngoài ra, trong chuỗi, cô chỉ thua 18 set và bị lấy match point một lần; trước Korie Homan trong trận chung kết nội dung đơn nữ của Thế vận hội Mùa hè dành cho người khuyết tật 2008.

## Danh hiệu lớn
- Giải quần vợt Úc Mở rộng: đôi 2003–04, 2006–09, 2011–12
- Giải quần vợt Pháp Mở rộng: đôi 2007–09, 2011
- Wimbledon: đôi 2009, 2010, 2011
- Giải quần vợt Mỹ Mở rộng: đôi 1998–2000, 2003, 2005–07, 2009, 2010
- Anh Quốc Mở rộng: đơn 2000–2010, đôi 1998–2004, 2006–09
- Nhật Bản Mở rộng: đơn 2004, 2007–08, đôi 2004, 2007–08
- NEC Wheelchair Tennis Masters ("World Championships"): đơn 1998–2010, đôi 2001–2003, 2005–2009
- Thế vận hội dành cho người khuyết tật: đơn 2000, 2004, 2008, 2012 & đôi 2000, 2004, 2012

## Chung kết Grand Slam

### Đơn (21 danh hiệu)
| Kết quả | Năm  | Giải đấu                                      | Mặt sân | Đối thủ             | Tỷ số         |
| ------- | ---- | --------------------------------------------- | ------- | ------------------- | ------------- |
| Vô địch | 2002 | Wheelchair Classic 8's at Australian Open (1) | Cứng    | Daniela di Toro     | 6–2, 6–0      |
| Vô địch | 2003 | Wheelchair Classic 8's at Australian Open (2) | Cứng    | Daniela di Toro     | 2–6, 6–0, 6–3 |
| Vô địch | 2004 | Wheelchair Classic 8's at Australian Open (3) | Cứng    | Daniela di Toro     | 4–6, 6–3, 6–1 |
| Vô địch | 2005 | Mỹ Mở rộng (1)                                | Cứng    | Korie Homan         | 6–2, 6–1      |
| Vô địch | 2006 | Wheelchair Classic 8's at Australian Open (4) | Cứng    | Jiske Griffioen     | 6–4, 6–0      |
| Vô địch | 2006 | Mỹ Mở rộng (2)                                | Cứng    | Sharon Walraven     | 6–1, 6–2      |
| Vô địch | 2007 | Úc Mở rộng (5)                                | Cứng    | Florence Gravellier | 6–1, 6–0      |
| Vô địch | 2007 | Pháp Mở rộng (1)                              | Đất nện | Florence Gravellier | 6–3, 5–7, 6–2 |
| Vô địch | 2007 | Mỹ Mở rộng (3)                                | Cứng    | Florence Gravellier | 6–3, 6–1      |
| Vô địch | 2008 | Úc Mở rộng (6)                                | Cứng    | Korie Homan         | 6–3, 6–3      |
| Vô địch | 2008 | Pháp Mở rộng (2)                              | Đất nện | Korie Homan         | 6–2, 6–2      |
| Vô địch | 2009 | Úc Mở rộng (7)                                | Cứng    | Korie Homan         | 6–4, 6–2      |
| Vô địch | 2009 | Pháp Mở rộng (3)                              | Đất nện | Korie Homan         | 6–2, 7–5      |
| Vô địch | 2009 | Mỹ Mở rộng (4)                                | Cứng    | Korie Homan         | 6–0, 6–0      |
| Vô địch | 2010 | Pháp Mở rộng (4)                              | Đất nện | Sharon Walraven     | 6–0, 6–0      |
| Vô địch | 2010 | Mỹ Mở rộng (5)                                | Cứng    | Daniela di Toro     | 6–0, 6–0      |
| Vô địch | 2011 | Úc Mở rộng (8)                                | Cứng    | Daniela di Toro     | 6–0, 6–0      |
| Vô địch | 2011 | Pháp Mở rộng (5)                              | Đất nện | Marjolein Buis      | 6–0, 6–2      |
| Vô địch | 2011 | Mỹ Mở rộng (6)                                | Cứng    | Aniek van Koot      | 6–2, 6–1      |
| Vô địch | 2012 | Úc Mở rộng (9)                                | Cứng    | Aniek van Koot      | 6–0, 6–0      |
| Vô địch | 2012 | Pháp Mở rộng (6)                              | Đất nện | Aniek van Koot      | 6–0, 6–0      |

### Đơn Grand Slam
| VĐ | CK | BK | TK | V# | RR | Q# | A |  | Z# | PO | G | F-S | SF-B | NMS | NH |

| Đơn xe lăn Grand Slam |     |     |     |     |     |    |     |    |    |    |     |       |      |
| Úc Mở rộng            | VĐ  | VĐ  | VĐ  | A   | VĐ  | VĐ | VĐ  | VĐ | A  | VĐ | VĐ  | 9 / 9 | 100% |
| Pháp Mở rộng          | KTC | KTC | KTC | KTC | KTC | VĐ | VĐ  | VĐ | VĐ | VĐ | VĐ  | 6 / 6 | 100% |
| Mỹ Mở rộng            | KTC | KTC | KTC | VĐ  | VĐ  | VĐ | KTC | VĐ | VĐ | VĐ | KTC | 6 / 6 | 100% |

### Đôi Grand Slam
| Đôi xe lăn Grand Slam |     |     |     |     |     |     |     |    |    |    |     |       |      |
| Úc Mở rộng            | CK  | VĐ  | VĐ  | A   | VĐ  | VĐ  | VĐ  | VĐ | A  | VĐ | VĐ  | 8 / 9 | 89%  |
| Pháp Mở rộng          | VĐ  | A   | A   | VĐ  | VĐ  | VĐ  | VĐ  | VĐ | CK | VĐ | VĐ  | 8 / 9 | 89%  |
| Wimbledon             | KTC | KTC | KTC | KTC | KTC | KTC | KTC | VĐ | VĐ | VĐ | BK  | 3 / 4 | 75%  |
| Mỹ Mở rộng            | VĐ  | VĐ  | A   | VĐ  | VĐ  | VĐ  | KTC | VĐ | VĐ | VĐ | KTC | 8 / 8 | 100% |

### Wheelchair Tennis Masters và Thế vận hội Người khuyết tật
| Giải đấu                     | 1998 | 1999 | 2000 | 2001 | 2002 | 2003 | 2004 | 2005 | 2006 | 2007 | 2008 | 2009 | 2010 | 2011 | 2012 | SR      | %Thắng |
| ---------------------------- | ---- | ---- | ---- | ---- | ---- | ---- | ---- | ---- | ---- | ---- | ---- | ---- | ---- | ---- | ---- | ------- | ------ |
| Wheelchair Tennis Masters    |      |      |      |      |      |      |      |      |      |      |      |      |      |      |      |         |        |
| Đơn WTM                      | VĐ   | VĐ   | VĐ   | VĐ   | VĐ   | VĐ   | VĐ   | VĐ   | VĐ   | VĐ   | VĐ   | VĐ   | VĐ   | VĐ   |      | 14 / 14 | 100%   |
| Đôi WTM                      | KTC  | KTC  | CK   | VĐ   | VĐ   | VĐ   | LQ   | VĐ   | VĐ   | VĐ   | VĐ   | VĐ   | A    | VĐ   |      | 9 / 11  | 82%    |
| Thế vận hội Người khuyết tật |      |      |      |      |      |      |      |      |      |      |      |      |      |      |      |         |        |
| Đơn                          | -    | -    | V    | -    | -    | -    | V    | -    | -    | -    | V    | -    | -    | -    | V    | 4 / 4   | 100%   |
| Đôi                          | -    | -    | V    | -    | -    | -    | V    | -    | -    | -    | B    | -    | -    | -    | V    | 3 / 4   | 75%    |